# 李玉 (導演)
李玉（1973年12月2日—），生于山东邹平，山东青岛人。中国大陆女性电影导演和编剧。

## 个人简历
李玉毕业于山东师范大学中文系，作过六年的电视节目主持人，曾获得全国金士明杯十佳主持人。1996年起，李玉拍摄了自己的第一部纪录片《姐姐》，并从此踏上了她的导演生涯。2001年拍摄电影《今年夏天》，并荣获第五十八届威尼斯国际电影节女性题材电影奖“艾尔维拉·娜塔瑞奖”。此片在2002年继续斩获第五十二届柏林国际电影节亚洲电影促进联盟奖。2005年，李玉拍摄电影《红颜》，并获得第六十二届威尼斯国际电影节最佳影片金狮奖的提名资格，同时荣获威尼斯国际电影节国际同盟艺术电影奖。2007年，李玉作为导演拍摄的电影《苹果》，获得第五十七届柏林国际电影节最佳影片金熊奖的提名，同时斩获第五届曼谷国际电影节评审团奖和第六届纽约翠贝卡电影节剧本荣誉奖。2010年，李玉凭借电影《观音山》获得第二十三届东京国际电影节最佳艺术贡献奖，在西班牙巴塞罗那亚洲电影节也获得了最佳影片奖的荣誉。在2016年，李玉凭借电影《万物生长》在首届金羊奖澳门国际电影节荣获最佳编剧奖荣誉。

## 电影作品

### 导演
- 1996年 纪录片《姐姐》，获中国记录片协会大奖
- 1997年 纪录片《守望》
- 1998年 纪录片《光荣与梦想》
- 2001年《今年夏天》
- 2005年《红颜》，入围威尼斯国际电影节
- 2007年《苹果》，入围第57届柏林国际电影节，但被中国广电总局禁映
- 2010年《观音山》，获得第23届东京国际电影节最佳艺术贡献奖和最佳女主角奖（范冰冰）
- 2012年《二次曝光》
- 2015年《万物生长》
- 2021年《阳光劫匪》
- 2022年《断·桥》
- 2025年《下一个台风》

### 监制
- 2021年《兔子暴力》

## 作品介绍
- 1996年 纪录片《姐姐》

拍摄《姐姐》时，李玉原本是作为东方时空的《生活空间》里的一名工作人员去一名刑警家里拍摄一期节目。但是通过和刑警一家的接触，李玉选择了放弃原本要拍摄的刑警故事的题材，将镜头聚焦在了这个家庭里刑警的女儿身上。这个小女孩虽然和弟弟一起诞生于剖腹产，但是由于父母的传统观念而被迫强行冠以“姐姐”的头衔。李玉敏在刑警家庭里观察到了这个小女孩的身上很特别的故事，并决定把它记录和拍摄下来，于是便诞生了她执导的第一部记录片《姐姐》 。
- 1997年 纪录片《守望》

讲述了上海非常有名的心理医生及和她女儿的故事。并于当年荣获CCTV东方时空金奖。
- 1998年 纪录片《光荣与梦想》

该片于1998年荣获中国纪录片大赛金奖。
- 2001年《今年夏天》(英文片名：《Fish and Elephant》)

《今年夏天》是李玉执导的第一部剧情片，主演成员有潘怡、张浅潜、石头。该片改编自两个女同性恋者的真实故事，主演也是一对同性恋，同时，这部电影也常常被称为中国大陆第一部描述中国女同性恋关系的电影。影片讲述了来自四川的女孩刘小群，她在动物园成为了一名大象管理员，每天需要照顾动物园里一头名叫撒宽的亚洲母象。小群平时住北京的一个地下室里，故事讲述了在一个夏天里，小群以及她的同性恋女友小玲、小群的妈妈和小群犯了罪的前女友君君四个女人之间发生的一系列故事。
- 2002年 电影剧本《坝上街Dam Street》

剧本《坝上街Dam Street》获釜山电影节PPP最佳原创剧本奖暨“PPP哥德堡基金奖”。
- 2005年《红颜》

《红颜》是李玉导演的第二部故事片，主演刘谊、黄兴饶、王乙竹、李克纯。电影追溯到十九世纪八十年代，在四川的一个小县城里，讲述的是在16岁意外怀孕的女主角小云和10岁小男孩小勇之间之间发生的一系列故事。该片于2005年获得第六十二届威尼斯国际电影节国际同盟艺术电影奖。
- 2007年《苹果》

《苹果》是一部由李玉执导的剧情皮片，主演范冰冰、佟大为、梁家辉、金燕玲。影片讲述了刘苹果（范冰冰饰）和她的老公安坤（佟大为饰）从外地到北京打工，苹果在一家沐足馆当“洗脚妹”，安坤则是一名高空作业的洗窗工人。在一次苹果醉酒后，沐足馆老板林东（梁家辉饰）趁虚而入强奸了她，恰好被老公安坤看见。与此同时，因为不育而被老公冷落的林东妻子（金燕玲饰）主动要与安坤发生性关系，目的是对自己的老公进行报复。该片入围第57届柏林国际电影节，但被中国广电总局禁映。
- 2010年《观音山》[14]

《观音山》是由李玉执导，范冰冰、陈柏霖、肥龙、张艾嘉等人主演的一部剧情片。该片讲述了胃癌迷茫的酒吧女歌手南风、为前途迷茫的男孩丁波、为自己迷茫的胖子肥皂和水去了丈夫和儿子的中年女房东常月琴四个人之间发生的故事。电影获得第23届东京国际电影节最佳艺术贡献奖和最佳女演员奖（范冰冰），以及最佳影片金麒麟奖提名。
- 2012年《二次曝光》

《二次曝光》是由李玉导演，范冰冰、冯绍峰和霍思燕主演的一部剧情片。
主角宋其（范冰冰饰）是一位美容咨询师，她在童年目睹了母亲被人杀死，从此之后被参与调查此案的律师刘建收养。长大后，宋其无意间发现自己的男朋友刘东（冯绍峰 饰）和闺蜜周小西（霍思燕 饰）的私情，因此错杀了自己的小西，并因此开始了逃亡之旅的故事。影片获得第9届华鼎奖最佳女主角（范冰冰）。
- 2015年《万物生长》

《万物生长》是由李玉执导，韩庚、范冰冰、齐溪 、沙溢、杨迪、李梦、吴莫愁等主演的一部青春爱情电影。影片根据冯唐的同名小说改编而成。讲述了男孩秋水（韩庚饰）考上医科大学，在白露（齐溪饰）和柳青（范冰冰饰）两个女生间游走，并与一群死党厚朴（张博宇饰）、黄芪（杨迪饰）、辛夷（赵一维饰）鬼混的青春故事。该片获得澳门国际电影节金羊奖“最佳编剧”奖。
- 2018年，和制片人方励合作的新片《阳光不是劫匪》开机。[18]

## 个人评价

### 李玉电影中的女性表达
李玉的电影中用环境的强行压抑、女性身体的展露、男性角色的共同缺失等方面，以女性视角反应着精神诉求。《电影评介》曾提到：“《苹果》作为李玉的又一部女性主义电影，延续了《红颜》中关于女性在男权价值体系下生存境遇的思考。两部电影在镜语表述上呈现出不同的风格，但在主题阐释和语言 叙事上却有着一脉相承的表达方式，都展现了导演对当下女性主体命运在男权话语中完 全迷失境况的精神诉求。 ”